# 스노레츠
스노레츠(일본어: スノーレッツ, Snowlets)는 일본 나가노현에서 열린 1998년 동계 올림픽의 공식 마스코트이다. 숲의 수호신이자 지혜의 상징인 올빼미를 추상화한 캐릭터로, 스노레츠라는 이름은 동계 올림픽의 눈을 뜻하는 영어 단어 '스노우' (Snow)와 새끼 올빼미라는 뜻의 '아울렛츠' (Owlets)를 합성한 단어다.

## 상세
1996년 애틀랜타 올림픽 엠블럼을 디자인한 경력이 있던 미국의 랜도 어소시에이츠가 디자인하였으며, 캐릭터 공개 이후 명칭 공모가 진행되었다. 총 47,484건의 응모 가운데 115건의 후보를 선정하고 1994년 1월 21일 '스노레츠'라는 이름을 확정하였다. 이 이름은 일본의 브랜드 디자인 회사인 ZYXYZ (지자이즈)가 제안하였다.
총 4개의 개별 캐릭터로 구성되어 있었으며 각각 '스키'(スッキー), '노키'(ノッキー), '레키'(レッキー), '츠키'(ツッキー)라는 이름이 붙었다. 이 가운데 스키와 노키는 수컷, 레키와 츠키는 암컷이며 각각 불, 물, 바람, 흙 속에서 태어났다는 설정이 있었다. 네 캐릭터 가운데 인기가 있는 캐릭터가 갈렸는데, 특히 혼자서 대각선을 바라보는 스키의 인기가 떨어져서 NHK에서 '왜 스키는 인기가 없는가'를 주제로 한 인터뷰 프로그램을 제작할 정도였으나, 대회 개막 직전이 되어 정면에서 본 모습이 소개되면서 네 캐릭터 모두 인기를 얻었다.
본 대회 마스코트에 앞서 유치전에 사용된 마스코트로 '스노플'(スノープル)이 있었으며, 1994년 히로시마 아시안 게임 공식 마스코트를 디자인한 일러스트레이터 마쓰시타 스스무 (松下進)가 족제비를 모델로 그렸다.

## 같이 보기
- 파라래빗 - 1998년 나가노 동계 패럴림픽 마스코트
- 미라이토와와 소메이티 - 2020년 도쿄 올림픽 마스코트